# Commanding General of the United States Army
Der Commanding General of the United States Army war vor der Einrichtung des Dienstpostens des Chief of Staff of the Army der Oberbefehlshaber des US-Heeres.

## Geschichte
In der Kontinentalarmee gab es den Dienstposten Commander In Chief (deutsch: Oberbefehlshaber) und die Dienstpostenbezeichnung Continental Army General (deutsch: General des Kontinentalheeres), wobei diese mit George Washington in einer Person vereinigt waren. Nachdem Washington die Posten abgegeben hatte, wurde ein Senior Officer (deutsch: Dienstältester Offizier) ernannt.
Mit der Verabschiedung der Verfassung der Vereinigten Staaten erhielt der Präsident der Vereinigten Staaten den Oberbefehl über die Streitkräfte. Ab Juni 1783 hieß der Dienstposten Senior Officer of the United States Army. 1821 wurde der Name in Commanding General of the United States Army geändert.
1903 erfolgte die Einrichtung des Dienstpostens des Chief of Staff of the Army.

## Commanding Generals of the United States Army

### Continental Army General und Commander In Chief
|    | Name                                       | Bild | Beginn der Berufung | Ende der Berufung |
| -- | ------------------------------------------ | ---- | ------------------- | ----------------- |
| 1. | Continental Army General George Washington |      | 15. Juni 1775       | 23. Dezember 1783 |

### Senior Officer
|    | Name                     | Bild | Beginn der Berufung | Ende der Berufung |
| -- | ------------------------ | ---- | ------------------- | ----------------- |
| 1. | Major General Henry Knox |      | 23. Dezember 1783   | 20. Juni 1784     |

### Senior Officer of the United States Army
|     | Name                                        | Bild | Beginn der Berufung | Ende der Berufung |
| --- | ------------------------------------------- | ---- | ------------------- | ----------------- |
| 1.  | Brigadier general of artillery John Doughty |      | 20. Juni 1784       | 12. August 1784   |
| 2.  | Brevet Brigadier General Josiah Harmar      |      | 12. August 1784     | 4. März 1791      |
| 3.  | Brigadier General Arthur St. Clair          |      | 4. März 1791        | 5. März 1792      |
| 4.  | Major General Anthony Wayne                 |      | 13. April 1792      | 15. Dezember 1796 |
| 5.  | Major General James Wilkinson               |      | 15. Dezember 1796   | 13. Juli 1798     |
| 6.  | Lieutenant General George Washington        |      | 13. Juli 1798       | 14. Dezember 1799 |
| 7.  | Major General Alexander Hamilton            |      | 14. Dezember 1799   | 15. Juni 1800     |
| 8.  | Major General James Wilkinson               |      | 15. Juni 1800       | 27. Januar 1812   |
| 9.  | Major General Henry Dearborn                |      | 27. Januar 1812     | 15. Juni 1815     |
| 10. | Major General Jacob Brown                   |      | 15. Juni 1815       | Juni 1821         |

### Commanding General of the United States Army
|     | Name                                         | Bild | Beginn der Berufung | Ende der Berufung  |
| --- | -------------------------------------------- | ---- | ------------------- | ------------------ |
| 1.  | Major General Jacob Brown                    |      | Juni 1821           | 24. Februar 1828   |
| 2.  | Major General Alexander Macomb               |      | 29. Mai 1828        | 25. Juni 1841      |
| 3.  | Lieutenant General Winfield Scott            |      | 5. Juli 1841        | 1. November 1861   |
| 4.  | Major General George Brinton McClellan       |      | 1. November 1861    | 11. März 1862      |
| 5.  | Major General Henry Wager Halleck            |      | 23. Juli 1862       | 9. März 1864       |
| 6.  | General of the Army Ulysses Simpson Grant    |      | 9. März 1864        | 4. März 1869       |
| 7.  | General of the Army William Tecumseh Sherman |      | 8. März 1869        | 1. November 1883   |
| 8.  | General of the Army Philip Sheridan          |      | 1. November 1883    | 5. August 1888     |
| 9.  | Lieutenant General John Schofield            |      | 14. August 1888     | 29. September 1895 |
| 10. | Lieutenant General Nelson A. Miles           |      | 5. Oktober 1895     | 8. August 1903     |